# Mahmud Tarabi
Mahmud Tarabi fou el cap d'una revolta social i religiosa a Bukharà el 1238/1239, dirigida contra el recent domini mongol. Era un artesà de Tarab i es va posar al front del moviment contra els recaptadors o baskaks mongols; el moviment es va estendre també contra els latifundistes i els líders civils i religiosos inclosos els burhànides. Degut a les seves habilitats com a xaman i com a taumaturg (que feia prodigis) els seus seguidors eren incondicionals. Va arribar a dominar Bukharà d'on va expulsar els mongols i va substituir al sadr (cap suprem religiós) dels burhànides per Shams al-Din al-Mahbubi, agafant ell mateix el títol de sultà; un exèrcit mongol enviat contra Bukharà fou rebutjat per les forces de Tarab, però el mateix Mahmud Tarabi i el cap religiós Shams al-Din al-Mahbubi van resultar morts i encara que Ali i Muhammad, germans de Mahmud Tarabi, van agafar el comandament, foren derrotats per un segon exèrcit mongol procedent de Khudjand enviat per Txagatai Khan. Aquest volia destruir la ciutat però el governador mongol de Transoxiana, Mahmud Yalavač, va intercedir i la va salvar.